# Testudobracon asphondyliae
Testudobracon asphondyliae är en stekelart som beskrevs av Haider och Shuja-uddin 2004. Testudobracon asphondyliae ingår i släktet Testudobracon och familjen bracksteklar. Inga underarter finns listade i Catalogue of Life.